# George Edward Massee

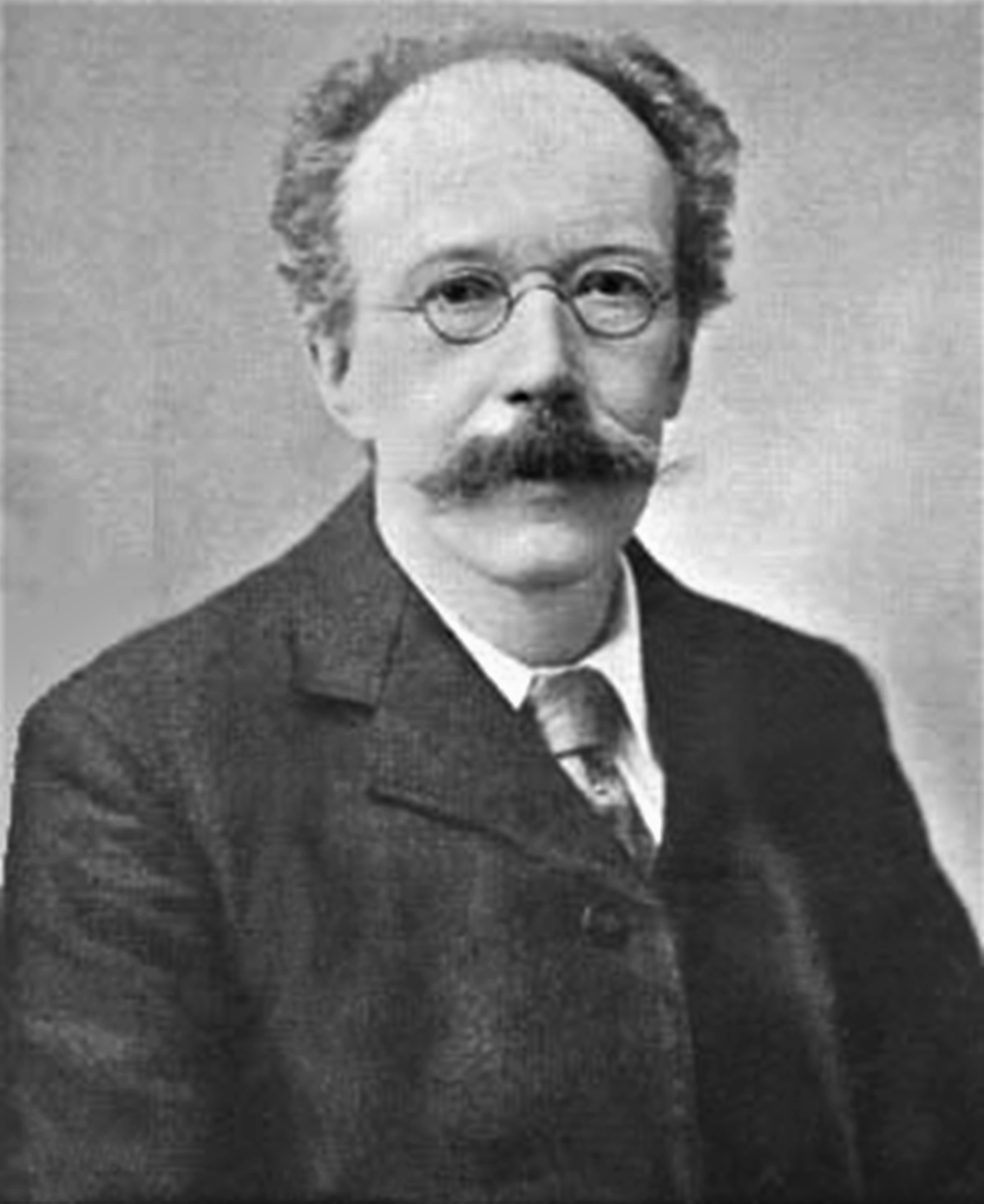
George Edward Massee

George Edward Massee (* 20. Dezember 1845 in Scampston, Yorkshire; † 16. Februar 1917 in Sevenoaks) war ein britischer Botaniker und Mykologe. Sein offizielles botanisches Autorenkürzel lautet „Massee“.

## Leben
Massee interessierte sich schon als Jugendlicher für Naturgeschichte und begleitete den Botaniker Richard Spruce, der ein Bekannter der Familie war, auf einer Expedition nach Panama und Ecuador. Außerdem meldete er sich freiwillig zur französischen Fremdenlegion, um im Deutsch-Französischen Krieg auf Seiten der Franzosen zu kämpfen, kam aber nur kurz zum Einsatz. Er besuchte die York School of Arts und studierte kurz in Cambridge (Downing College) ohne Abschluss. Seine Beschäftigung mit Pilzen, die er zeichnerisch festhielt, fand die Aufmerksamkeit von Mordecai Cooke, der ihn förderte. Massee zog nach London, hielt Vorträge über Mykologie und war kurze Zeit Mitarbeiter des Natural History Museum und war 1893 bis zu seinem Ruhestand 1915 Kurator (Principal Assistant) für Mykologie an den Royal Botanic Gardens (Kew) als Nachfolger von Cooke. Sein Assistent dort war ab 1904 der Algologe Arthur Disbrowe Cotton (1879–1962) und ab 1910 Elsie Wakefield, die seine Nachfolgerin in Kew wurde.
Er beschrieb viele neue Arten von Pilzen, da er aber häufig keine Typexemplare behielt und unvollständig beschrieb wurden viele davon als nomen dubium eingestuft. Der Großteil seines Herbariums kam nach Kew, ein Teil wurde 1907 an den New York Botanical Garden verkauft. Eine Reihe von Pilzarten wurde ihm zu Ehren benannt und die Gattung Masseea. Er galt zwar als Experte von großem Wissen, aber auch als nachlässig, so dass ihm bisweilen einige grobe Fehler unterliefen.
Er war 1896 einer der Gründer der British Mycological Society und ihr erster Präsident. 1899 bis 1903 war er Präsident des Quekett Microscopical Club. Von Cooke übernahm er 1892 die Herausgabe von dessen Zeitschrift für Kryptogamen Grevillea, die aber nur 2 Jahre überlebte.

## Schriften
- A monograph of the Mycogastres. London: Methuen 1892
- The British fungus flora, 4 Bände, London: George Bell 1892 bis 1895, Band 1, Archive
- European fungus flora: Agaricaceae London: Duckworth 1902, Project Gutenberg
- mit C. Crossland: The fungus flora of Yorkshire. London: A. Brown 1905
- Diseases of cultivated plants and trees London: Macmillan 1910
- mit Ivy Massee: Mildews, rusts, and smuts London: Dulau & Co 1913
- British fungi with a chapter on lichens, ohne Datum (um 1911)